# Huttig
Huttig é uma cidade localizada no estado americano de Arkansas, no Condado de Union.

## Demografia
Segundo o censo americano de 2000, a sua população era de 731 habitantes.
Em 2006, foi estimada uma população de 717, um decréscimo de 14 (-1.9%).

## Geografia
De acordo com o United States Census Bureau, a localidade tem uma área de 8,0 km², dos quais 7,7 km² cobertos por terra e 0,3 km² cobertos por água. Huttig localiza-se a aproximadamente 25 m acima do nível do mar.

## Localidades na vizinhança
O diagrama seguinte representa as localidades num raio de 32 km ao redor de Huttig.